# Jon Stewart
Jon Stewart (tên thật là Jonathan Stuart Leibowitz, sinh ngày 28 tháng 11 năm 1962) là một diễn viên hài người Mỹ, nhà văn, nhà sản xuất, đạo diễn, diễn viên, nghiên cứu truyền thông và cựu chương trình truyền hình. Từ năm 1999 đến 2015, ông là chủ  The Daily Show , một chương trình tin tức châm biếm được phát sóng trên Comedy Central.